# Nawa Nagatoshi

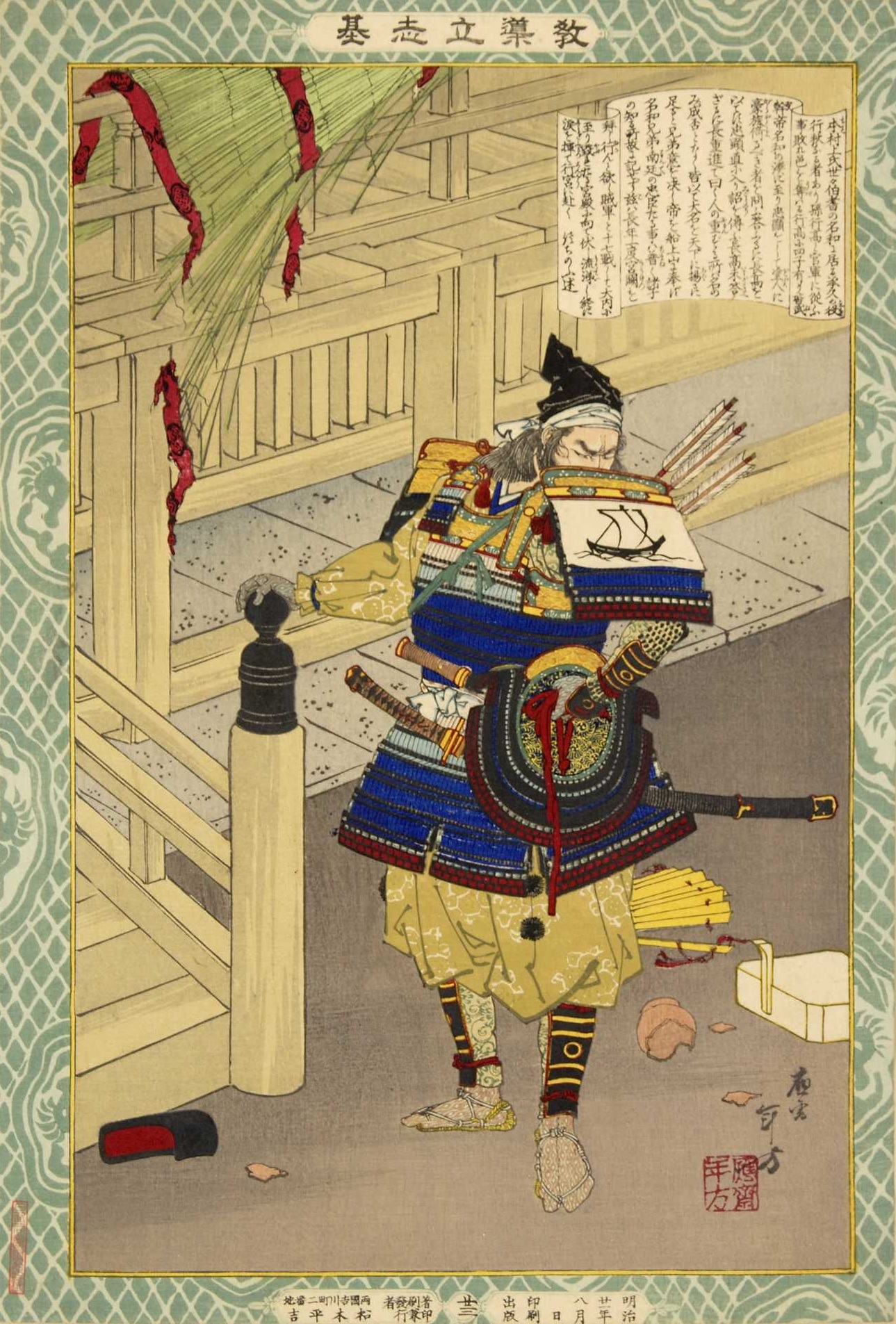
Nawa Nagatoshi

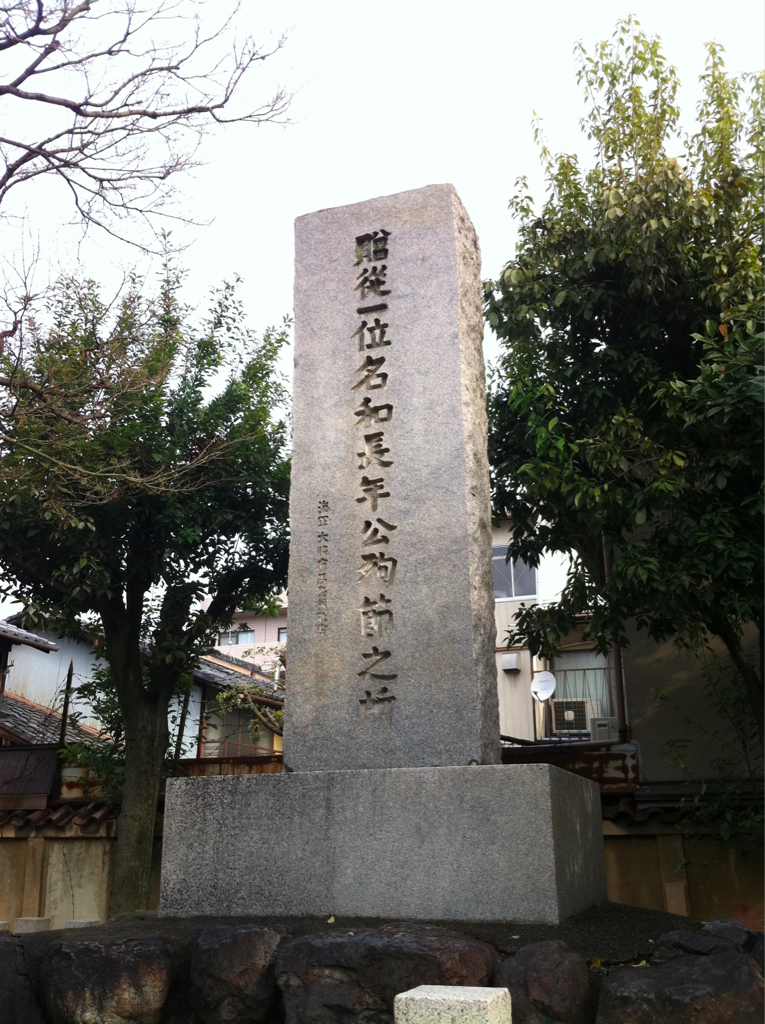
Denkmal in Kyōto

Nawa Nagatoshi (japanisch 名和 長年; geboren in Nagata (Provinz Hōki); gestorben 7. August 1336 in Kyōto) war ein japanischer Feldherr der späten Kamakura-Zeit und der „Zeit der Nord- und Südhöfe“.

## Leben und Wirken
Nawa Nagatoshi führte die Vornamen Nagataka (長高), Hōki no Kami (伯耆守). Bis zur Generation seines Vaters Yukitaka (行高) lebte die Familie in Nagata, Provinz Hōki, und nannte sich Nagata-Klan. Aber als er in Nagataka war, zog er nach Nawa (名和町) und gründete den Nawa-Klan.
Nawa besaß den guten Hafen Nawaminato (名和湊) und häufte Reichtum durch Handelsaktivitäten an der Küste des Japanischen Meeres an. Als im Februar des Jahres 1333 Kaiser Go-Daigo von den Oki-Inseln fliehen konnte und in der Provinz Hōki an Land ging, wurde er von Nawa begrüßt. Man bezog eine Verteidigungsstellung auf dem Berg Senjōsan (船上山) und konnte die von Sasaki Kiyotaka (佐々木 清高; 1295–1333) angeführte Shogunatsarmee zum Rückzug zwingen. Für diese Leistung soll ihm der Kaiser angeblich das Zeichen „年“ gegeben haben, so dass sein Vorname mit „toshi“ endete. Zudem verlieh er ihm ein Familienwappen. Als der Kaiser am 23. Mai desselben Jahres den Senjōsan verließ und nach Kyōto aufbrach, begleitete er den Kaiser. Unter der Kemmu-Regierung wurde er zum Leiter des Registerbüros (記録所), des Entscheidungsbüro für verschiedene Beschwerden (雑訴決断所) zum Higashi Ichijo (東市正) usw. ernannt.
Die Menschen beneideten Nawa um seinen lang währenden Wohlstand. Wegen seiner Treue zum Kaiser gehörte er zu den „Miki Issō“. Sein Sohn Yoshitaka (名和 義高; 1302–1338) erhielt für seinen Militärdienst das Gebiet Yatsushiro-sho (八代荘) in der Provinz Higo.
Im Oktober 1334 wurde Prinz Moriyoshi, Sohn des Kaisers, auf Befehl des Shoguns im Palast Seiryōden (清涼殿) verhaftet und nach Kamakura geschickt, wo er schließlich getötet wurde. Bei den Kemmu-Unruhen besiegte Nawa die Armee des Ashikaga Takauji und vertrieb sie nach Kyūshū. Doch als Takaujis Armee die Macht zurückerlangte und in Kyōto einmarschierte, flüchtete er zum Kaiser auf den Berg Hiei-zan. Am 30. Juni 1336 marschierte er in Kyōto ein, wurde jedoch in dem „Kampf  von Ōmiya-dōri Ichijō“ (大宮通り一条の合戦) getötet.
Zu Ehren Nawas wurde im Ort Daisen (大山町) in der Präfektur Tottori ein Nawa-Schrein errichtet. Ein zweiter Schrein befindet sich in der Stadt Yabu (Präfektur Hyōgo). In der Meiji-Zeit wurde Nawa wegen seiner Kaisertreue als Vorbild dargestellt. 1913 veröffentlichte Kōda Rohan ein Theaterstück mit dem Titel „Nawa Nagatoshi“.